# Gino Maes
Gino Maes (Brugge, 7 februari 1957) is een voormalig Belgisch voetballer die als linksachter speelde. Hij speelde vooral voor Club Brugge, o.a. in de verloren Europacup I finale in 1978 tegen Liverpool FC.

## Erelijst

### Club
Club Brugge
- Eerste Klasse: 1976–77, 1977–78, 1979–80
- Beker van België: 1976–77, 1985–86; 1978-79 (finalist)[2]
- SuperCup: 1980, 1986
- Europacup I: 1977-78 (finalist)[3]
- Trofee Jules Pappaert: 1978[4]
- Brugse Metten: 1979, 1981[5]

## Referentielijst
1. ↑  Club Brugge | Palmares. Gearchiveerd op 31 maart 2023.
2. ↑  Belgium - List of Cup Finals. Gearchiveerd op 28 mei 2022.
3. ↑  Uefa.com 1978 final highlights: Liverpool 1-0 Club Brugge. Gearchiveerd op 30 november 2022.
4. ↑  Jules Pappaert Cup. Gearchiveerd op 23 april 2022.
5. ↑  Winnaars Brugse Metten. Gearchiveerd op 3 juni 2013.